# AOR (empresa)

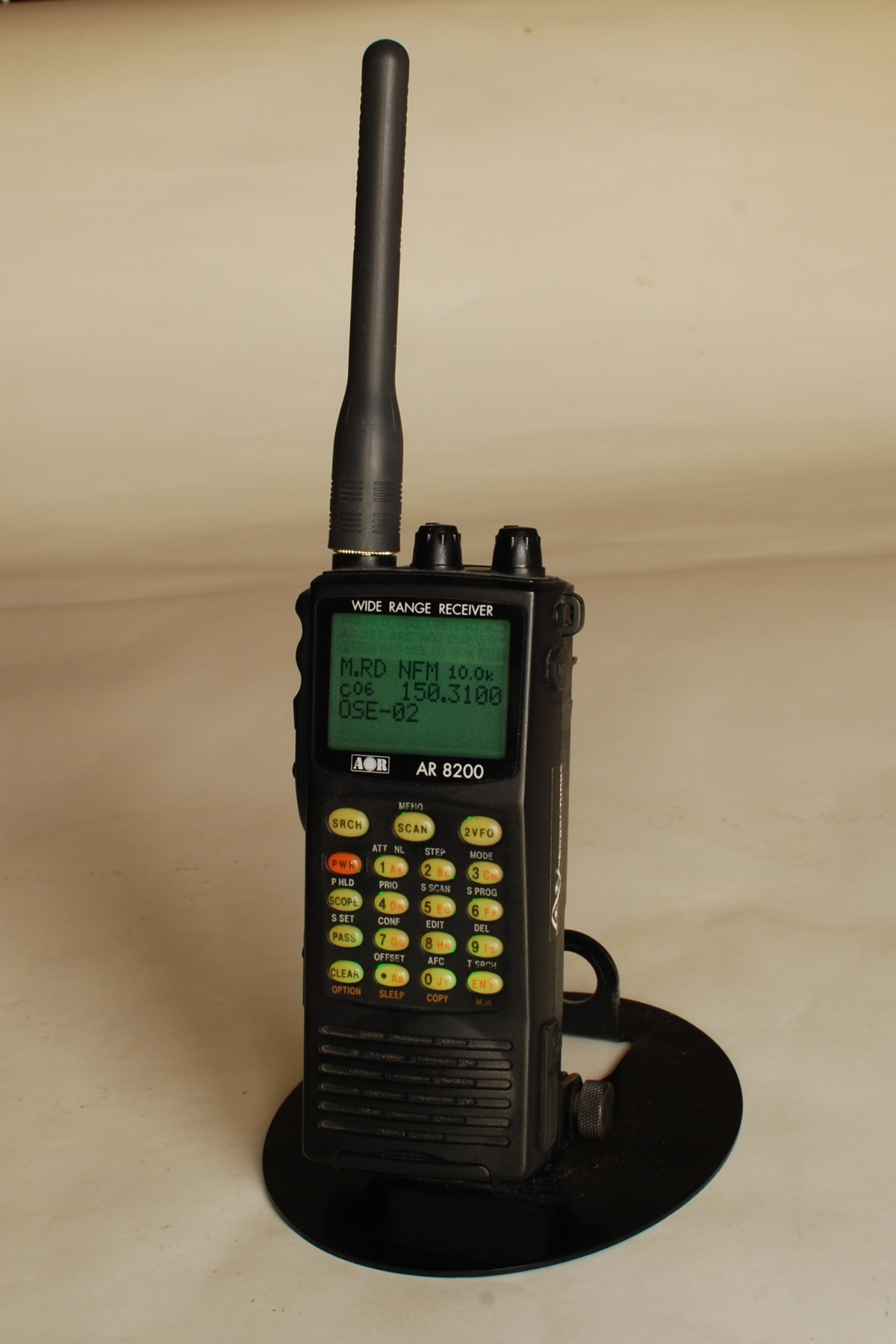
Rádio AOR AR-8200 MkII fabricado pela AOR

AOR, Ltd. (Authority on Radio Communications, Ltd.) é uma fabricante japonesa de rádio de equipamentos, incluindo transceptores, scanners, antenas e monitores de frequência.
Fundada em 1977, quando dois amadores de rádio decidiram se tornar profissionais. Com sede em Tóquio, Japão, eles também têm escritórios no Reino Unido e os Estados Unidos, e instalações de produção no Japão e o Reino Unido.